# 中村市
中村市（なかむらし）は、高知県西部に位置していた市。
2005年（平成17年）4月10日、隣接する西土佐村と合併し、四万十市（しまんとし）となった。

## 概要
高知県西部（幡多郡）の中心都市である。中心市街地は碁盤目状に区画されており、「土佐の小京都」として知られる。戦国時代には土佐一条氏の城下町であった。
なお隣接市町村に「四万十町」があり、隣同士で混乱しやすいため、道路標識では“四万十市”は「（旧）中村」、“四万十町”は「（旧）窪川」と表示されている。市内にある警察署が合併前から名称が変わらず「中村警察署」のままとなっているのもこのためである（四万十町内にも警察署があるが、そちらも合併前から変わらず「窪川警察署」のままとなっている）。「中村」と区別する際には、「土佐中村」や「高知県の中村」という。

## 地理
中心部付近は、四万十川によって形成された沖積平野である中村平野が広がっている。市域の大半は山林であった。
- 山: 堂ヶ森 (857m)
- 川: 四万十川、後川・岩田川（四万十川支流）、中筋川

## 歴史
国造が割拠した7世紀には、中村は、都佐国造ではなく波多国造の領土に属していた。律令制が敷かれると、都佐国造と波多国造が合併して土佐国となり、旧の波多国造の領土は幡多郡となった。
戦国時代、とりわけ土佐一条氏時代の中村は、「土佐の京都」とか「小京都」と呼ばれていた。京都をモデルとした都市造りが行われ、幡多郡の中心地へと発展した。しかし、土佐一条氏は、天正時代になると、高知を本拠地とする長宗我部氏によって倒され、長宗我部氏の領内に入れられた。
江戸時代になると、長宗我部氏から山内氏に統治者が変わり、中村は山内氏が治める土佐藩の領内に入った。

### 沿革
- 1954年（昭和29年）3月31日 - 幡多郡中村町・下田町・東山村・蕨岡村・後川村・八束村・具同村・東中筋村・富山村・大川筋村・中筋村が合併して発足。
- 1946年（昭和21年）12月21日 - 昭和南海地震発生。
- 1950年（昭和25年）3月21日 - 翌日にかけて昭和天皇が中村高校などに行幸（昭和天皇の戦後巡幸）[3]。県知事が昭和南海地震により県下最大の被害を受けた町として説明を行う[4]。
- 1957年（昭和32年）4月1日 - 幡多郡大方町大字伊屋を編入。
- 1968年（昭和43年）7月 - 中村市歌を制定。
- 2005年（平成17年）4月10日 - 幡多郡西土佐村と合併して四万十市となる[1]。同日中村市廃止。合併後の人口は約39,000人。

## 行政

### 歴代市長
特記なき場合『日本の歴代市長 : 市制施行百年の歩み』などによる。
| 代 | 氏名       | 就任                      | 退任                      | 備考 |
| -- | ---------- | ------------------------- | ------------------------- | ---- |
| 1  | 森山正     | 1954年（昭和29年）5月2日  | 1962年（昭和37年）5月1日  |      |
| 2  | 長谷川賀彦 | 1962年（昭和37年）5月2日  | 1974年（昭和49年）5月1日  |      |
| 3  | 中村清     | 1974年（昭和49年）5月2日  | 1976年（昭和51年）8月2日  | 辞職 |
| 4  | 西村正家   | 1976年（昭和51年）8月22日 | 1984年（昭和59年）8月21日 |      |
| 5  | 刈谷瑛男   | 1984年（昭和59年）8月22日 | 1992年（平成4年）8月21日  |      |
| 6  | 岡本淳     | 1992年（平成4年）8月22日  | 1996年（平成8年）8月21日  |      |
| 7  | 澤田五十六 | 1996年（平成8年）8月22日  | 2005年（平成17年）3月31日 | 廃止 |

## 姉妹都市・提携都市

### 国内
- 枚方市（大阪府）
  - 1974年友好都市提携
- 別海町（北海道野付郡・根室支庁）
- 塩江町（香川県香川郡）
- 名護市（沖縄県）
  - 1991年枚方市を中心とした友好交流都市提携

### 海外
- 亳州市（中国 安徽省）
  - 1997年5月26日友好都市提携

## 教育
中村市廃止時点で現役校の学校について記載するが、太字の学校は2018年7月現在において「四万十市立」として存続しつつも休校中であることを示す。

### 高等学校
- 高知県立中村高等学校（全日制・定時制・通信制）
- 高知県立幡多農業高等学校

### 中学校

#### 県立中学校
- 高知県立中村中学校（高知県立中村高等学校と中高一貫教育を行っている）

#### 市立中学校
- 中村市立後川中学校
- 中村市立大川筋中学校
- 中村市立大用中学校
- 中村市立片魚中学校

- 中村市立竹屋敷中学校
- 中村市立中筋中学校
- 中村市立中村中学校
- 中村市立中村西中学校

- 中村市立東中筋中学校
- 中村市立下田中学校
- 中村市立八束中学校
- 中村市立蕨岡中学校

### 小学校
- 中村市立大用小学校
- 中村市立片魚小学校
- 中村市立勝間小学校
- 中村市立川登小学校
- 中村市立具同小学校
- 中村市立下田小学校

- 中村市立常六小学校
- 中村市立竹島小学校
- 中村市立竹屋敷小学校
- 中村市立田野川小学校
- 中村市立利岡小学校
- 中村市立中筋小学校

- 中村市立中村小学校
- 中村市立中村南小学校
- 中村市立東中筋小学校
- 中村市立東山小学校
- 中村市立八束小学校
- 中村市立蕨岡小学校

### 特別支援学校
- 高知県立中村養護学校

## 交通

### 鉄道路線
- 中心駅: 土佐くろしお鉄道中村駅
  - 中村線: 古津賀駅 - 中村駅
  - 宿毛線: 中村駅 - 具同駅 - 国見駅 - 有岡駅

### 道路

#### 国道
- 国道56号
- 国道321号
- 国道439号
- 国道441号

## 観光地・祭事
- 四万十川
- 中村市立四万十トンボ自然館
- トンボ自然公園
- 幡多郷土資料館（中村城跡）
- 一条神社
- 太平寺

## 著名な出身者
- 今幡西衛（自由党員、実業家）
- 幸徳秋水（思想家）
- 高木錬太郎（衆議院議員）
- 岡本真夜（ミュージシャン）
- 本田雅人（サクソフォーン奏者、元T-SQUAREのメンバー）
- 江戸アケミ（ミュージシャン）
- 森雞二（将棋棋士、九段、タイトル獲得2回（棋聖・王位））
- 宮﨑一彰（元西武ライオンズ、競輪選手）
- 杉村一樹（荒尾競馬組合騎手）
- 中島丈博（脚本家）
- 井上淳哉（漫画家）